# Championnats du monde de cyclisme sur route 1955
Navigation
Solingen 1954 Copenhague 1956
Les championnats du monde de cyclisme sur route 1955 ont eu lieu le 28 août 1955 à Frascati en Italie.

## Résultats
| Épreuves :                          | Or                   | Or              | Argent                         | Argent       | Bronze                    | Bronze       |
| Professionnels                      |                      |                 |                                |              |                           |              |
| Hommes - course en ligne            | Stan Ockers Belgique | 8 h 43 min 33 s | Jean-Pierre Schmitz Luxembourg | + 1 min 03 s | Germain Derijcke Belgique | + 1 min 15 s |
| Amateurs                            |                      |                 |                                |              |                           |              |
| Hommes - amateurs - course en ligne | Sante Ranucci Italie | -               | Lino Grassi Italie             | -            | Dino Bruni Italie         | -            |

## Tableau des médailles
| Rang  | Nation     | Or | Argent | Bronze | Total |
| ----- | ---------- | -- | ------ | ------ | ----- |
| 1     | Italie     | 1  | 1      | 1      | 3     |
| 2     | Belgique   | 1  | 0      | 1      | 2     |
| 3     | Luxembourg | 0  | 1      | 0      | 1     |
| Total | Total      | 2  | 2      | 2      | 6     |